# Buurtschap 2005

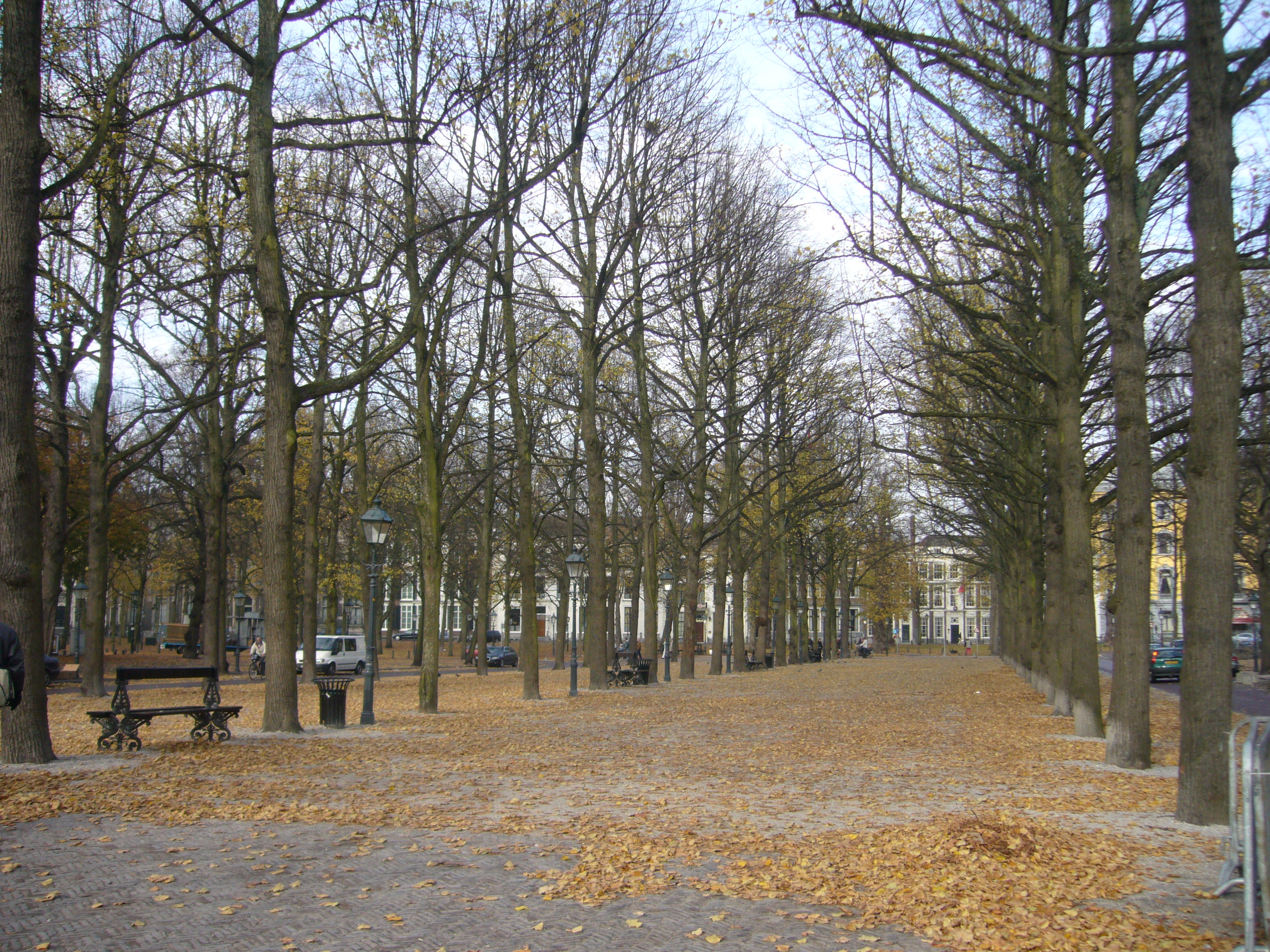
Het Lange Voorhout

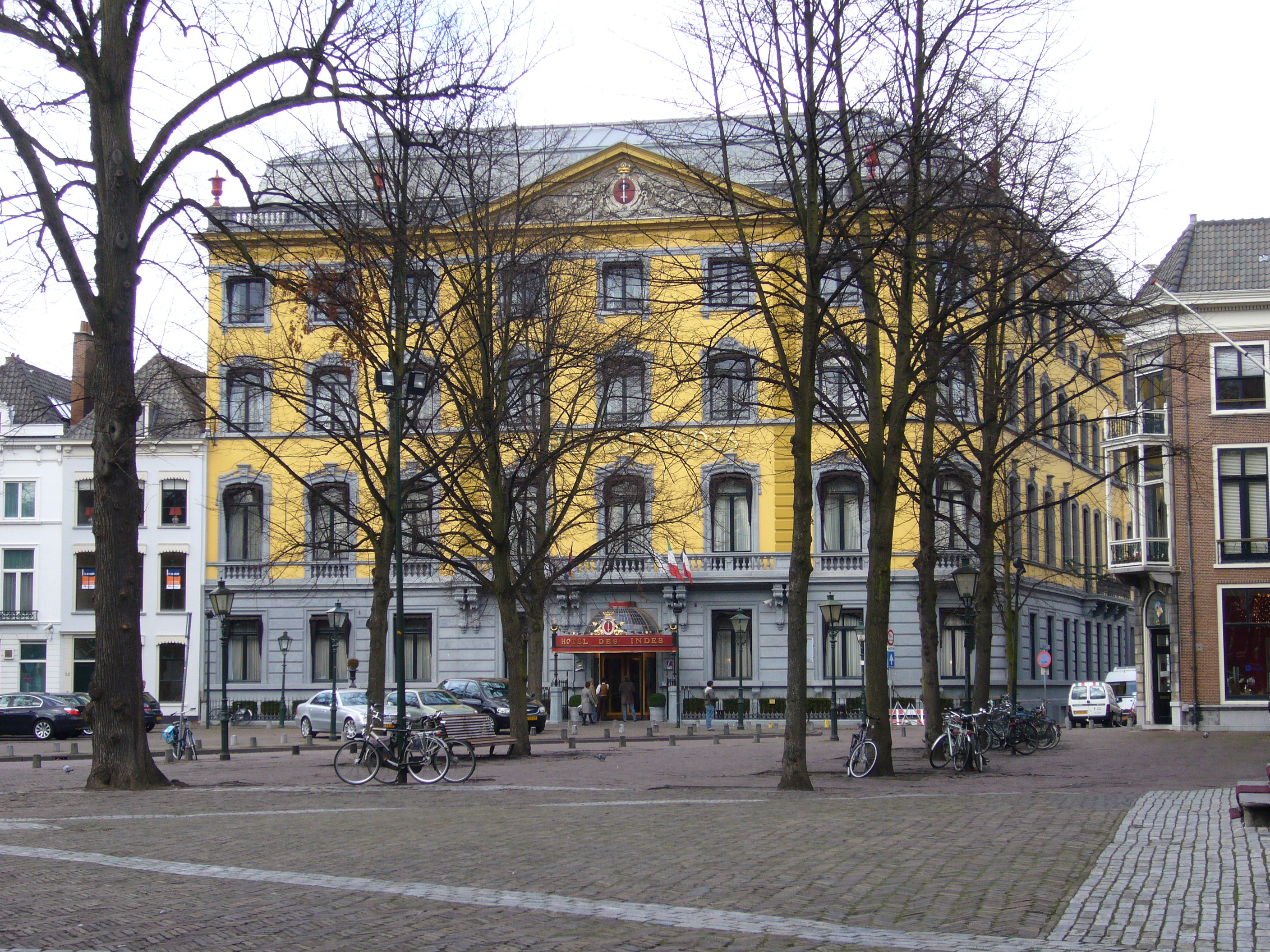
Het begin van de Vos en Tuinstraat gezien vanaf het Lange Voorhout

Buurtschap 2005 is een buurtschap in de buurt Voorhout binnen de wijk Centrum in Den Haag. De naam werd in 1971 aan deze buurt gegeven toen de buurt de postcode 2005 kreeg. De postcode is nu 2514.

## Straten
Buurtschap 2005 wordt begrensd door de Kneuterdijk, Parkstraat, Mauritskade, Dr. Kuyperstraat, Koninginnegracht, Prinsessegracht, Korte Voorhout, Tournooiveld en Lange Vijverberg. Bekend is dat aan de Noordkant van het Lange Voorhout in 1393 kleine houten huisjes stonden. In de 18de eeuw werd deze buurt de 'Nieuwe of Noordoostelijke buurt' genoemd.
Binnen Buurtschap 2005 bevinden zich onder andere het beroemde Lange Voorhout, de Denneweg vol winkels en restaurants, de Nieuwe Schoolstraat met theater PePijn, de Kazernestraat met veel oude koetshuizen en de nieuwbouw van de Algemene Rekenkamer (1990) en de Hoge Raad der Nederlanden (1988), en de Hoge Nieuwstraat, waardoor eeuwenlang reizigers vanuit het Noorden Den Haag binnenkwamen.
In Buurtschap 2005 zijn onder andere de volgende kleine straten:
- De Jagerstraat is genoemd naar de voormalige zeventiende-eeuwse herberg In 't Jagertje
- De Maliestraat is genoemd naar de maliebaan die in het verlengde van de Maliestraat lag bij het Malieveld.
  - Op nummer 12 is het Literair Theater Branoul.
  - Op nummer 18 heeft Winston Churchill tijdelijk gewoond toen hij in Leiden studeerde. Het pand werd in 1976 aan de huidige eigenaar verkocht.
  - Op nummer 20/22 woonde sinds 27 augustus 1851 Johan Herman Buckmann, de eerste beroepsfotograaf van Den Haag.
- De Hooistraat verbindt de Denneweg met het begin van de Hooikade en Hooigracht. Er zijn vooral horecagelegenheden.
  - Aan het einde is de Maliebrug, een boogbrug met drie doorgangen (zie GW 46) uit 1704, rechts is het Smidswater, links de Hooigracht. Deze brug werd in 1972 gerestaureerd en heeft de status rijksmonument.
- Het Lissabon, waar geen verkeer mag rijden. Het heeft een aantal hofjeshuizen uit 1761.
- De Vos in Tuinstraat, die de Denneweg verbindt met het Lange Voorhout, en langs de zijkant van Hotel Des Indes loopt.
- De Kanonstraat verbindt de Prinsessegracht met het Smidswater.
  - Nummer 4 is 't Schuttershuys, het huidige kantoor van de Rijksrecherche.

Straten zonder winkels of horeca zijn onder andere de Jan Evertstraat, de Willemstraat en de Laan van Roos en Doorn.

## Pleinen

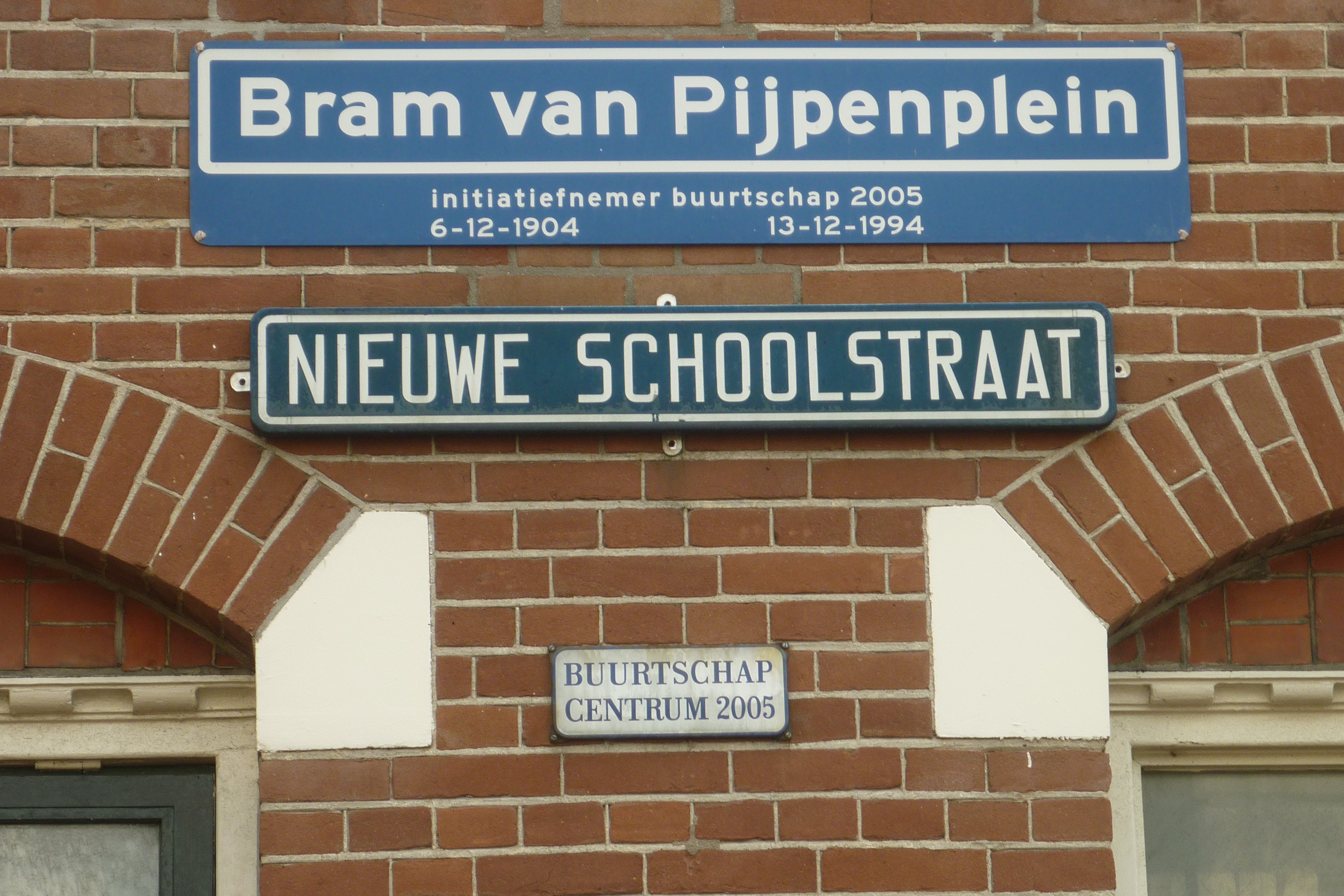

- Het Louis Couperusplein, waar zich vroeger de Oranjekazerne bevond, ligt in Buurtschap 2005. Het plein is genoemd naar de schrijver, wiens ouders op de hoek van het plein en de Mauritskade woonden toen hij werd geboren.
- Het Lissabonplein verbindt het Lissabon met de Kazernestraat. Er zijn ateliers onder andere van een goudsmid, een leerbewerker, een meubelmaker, een blokfluitbouwer. De naam verwijst naar de Portugese joden die vroeger in deze buurt woonden.
- Het pleintje voor theater PePijn kreeg een nieuwe naam, het Bram van Pijpenplein. Er staat ook een bronzen beeldje van hem, gemaakt door Peter Kortekaas in 1981. Hij was de initiatiefnemer van Buurtschap 2005 en eigenaar van Galerie Alveka in de Denneweg.
- Het Smidsplein, gelegen tussen het Korte Voorhout en de Gieterijbrug (zie GW47). Hieraan ligt de achterkant van de Amerikaanse ambassade, die in 2010 de status van een monument heeft gekregen. Daartegenover lag de Franse ambassade. Deze werd in 2013 afgebroken waarna de nieuwbouw startte van het nieuwe gebouw van de Hoge Raad der Nederlanden.

## Water

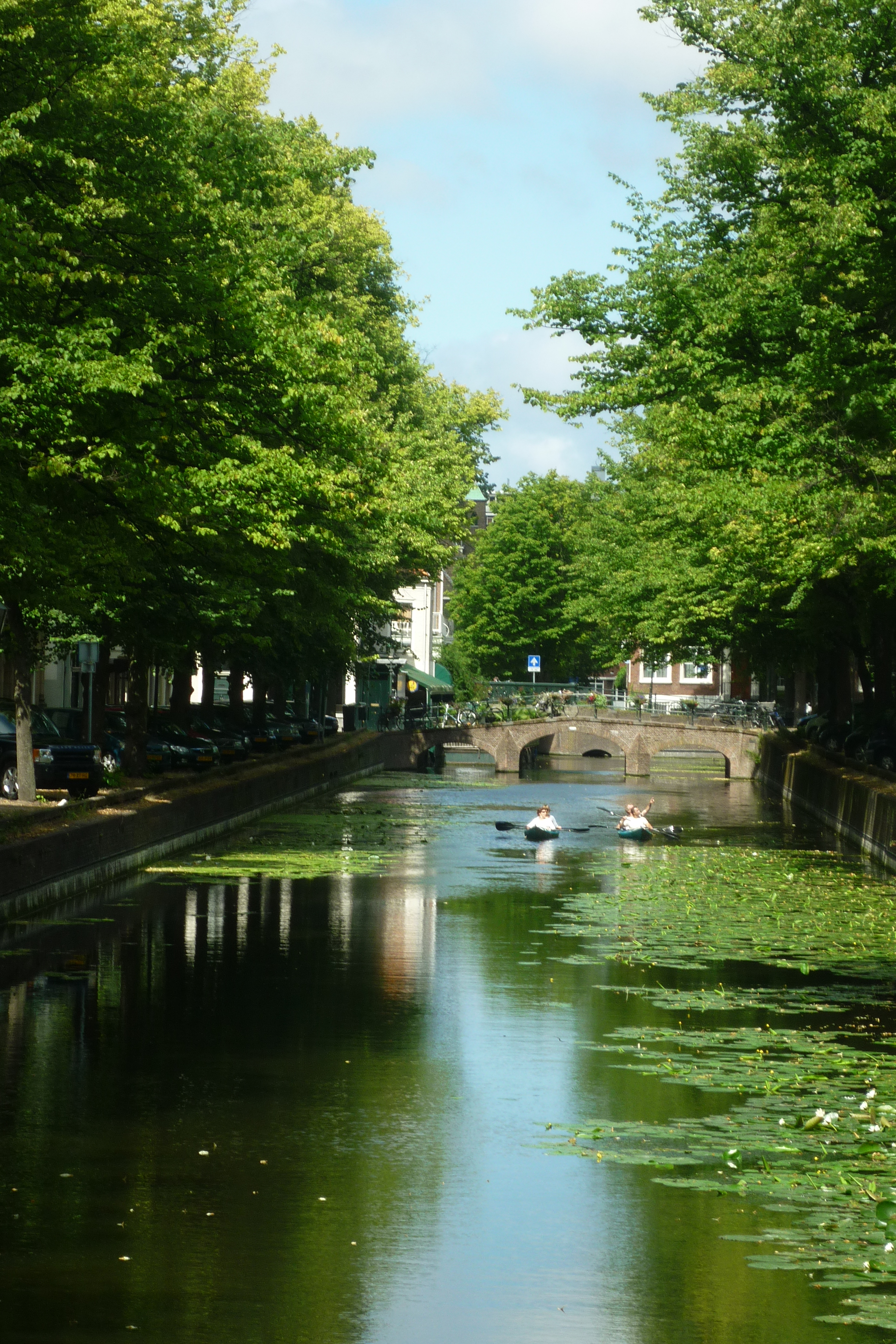
Smidswater

- De Hooigracht werd in 1620 gegraven en maakte toen deel uit van de singels om Den Haag. Hij heette toen de Oostsingel. Hier werd het hooi binnengebracht. Pas in 1866 werden er huizen langs de Hooigracht gebouwd, aan de overkant van de Hooikade. Op verzoek van de bewoners werd later de straat verbreed door de gracht smaller te maken.
- De Hooikade ligt langs de Hooigracht Een ordonnantie die van 1713 - 1858 gold bepaalde dat al het hooi hier te koop moest worden aangeboden. Een keurmeester controleerde het vervolgens op hooibroei.

Hoewel de straatnaam al in 1802 gebruikt werd, is hij pas sinds 1884 officieel.
- Het Smidswater ligt in het verlengde van de Hooigracht. Het is nu een mooie stadsgracht maar maakte in de 17de eeuw ook deel uit van de grachtengordel. Toen de gracht in de 17de eeuw gegraven werd kreeg hij de naam Sandsloot. Rond 1700 werd de hieraan parallel lopende Prinsessegracht verlengd waardoor de Sandsloot niet meer bij de verdedigingsgordel behoorde. De Maliebrug werd als drievoudige boogbrug in 1704 gebouwd. Omdat deze laag is kon er ook geen doorgaande scheepvaart in het Smidswater komen. Soms lagen er nog wel schepen op het Smidswater, maar die kwamen dan vanuit de andere kant binnen.
- De Nieuwe Uitleg loopt langs het Smidswater en maakt daarna een haakse bocht richting Malieveld. Hier woonden vroeger veel rijkere Portugese joden. Sinds enkele jaren wordt in het lange stuk jaarlijks een grachtenconcert gehouden.
  - Nummer 1 is het vroegere pand van het ministerie van Onderwijs en Wetenschappen waar voorheen 's Lands Geschutshuis stond. Naast de ingang herinnert een kanon hieraan. In 1665 nam 's Lands Geschutshuis de taak van de Kloosterkerk over als geschutsgieterij. Het huidige gebouw loopt door tot aan de Prinsessegracht. Het gebouw wordt omgebouwd tot hoofdkantoor van de Nationale politie. Schuin tegenover dit gebouw is de Gieterijbrug (zie GW47). De zijkant van het gebouw ligt aan de Kanonstraat, aan de andere kant is de Schietkom. Dit grachtje werd gebruikt om de gegoten kanonslopen af te koelen zodat ze verder bewerkt konden worden.

## Bekende inwoners
- Paul van Vliet
- Rudy Cornets de Groot

## Beelden
- De Flaneur op het Lange Voorhout voor nummer 42, gemaakt in 1968 door Theo van der Nahmer ter herinnering aan Mr Eduard Elias.
- Louis Couperus op het Lange Voorhout
- Bram van Pijpen in de Nieuwe Schoolstraat voor theater PePijn.

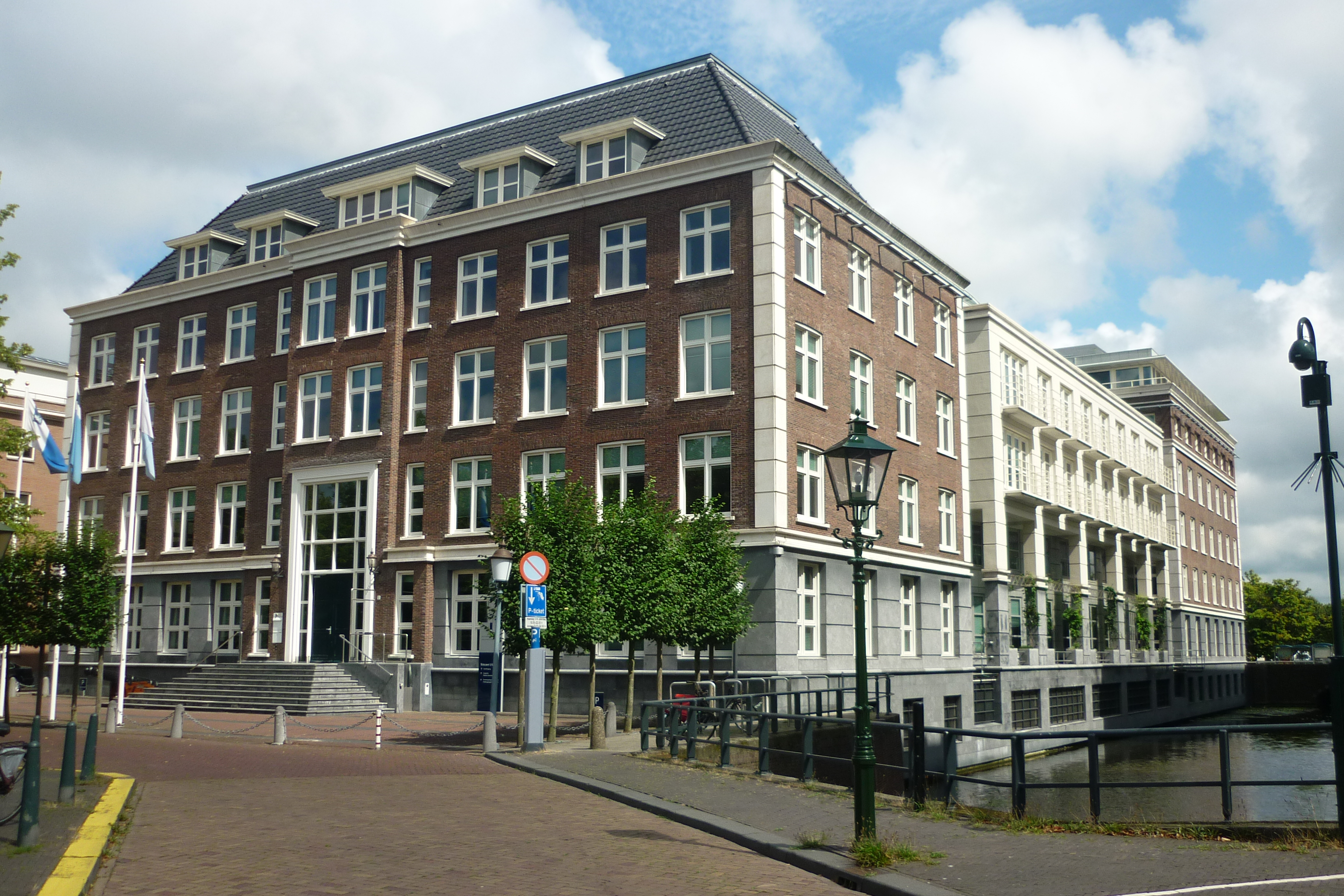
Nieuwe Uitleg 1
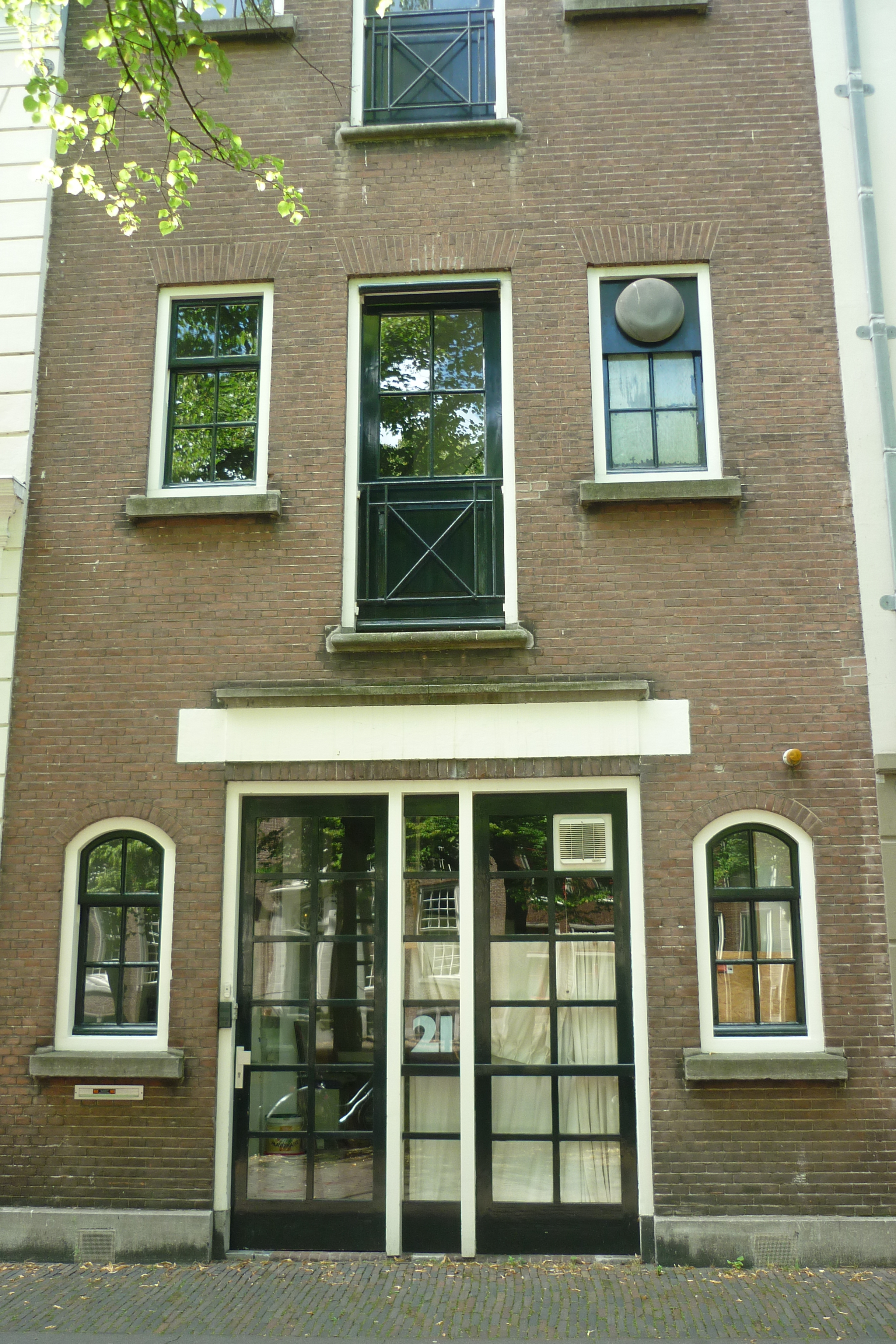
Smidswater 21
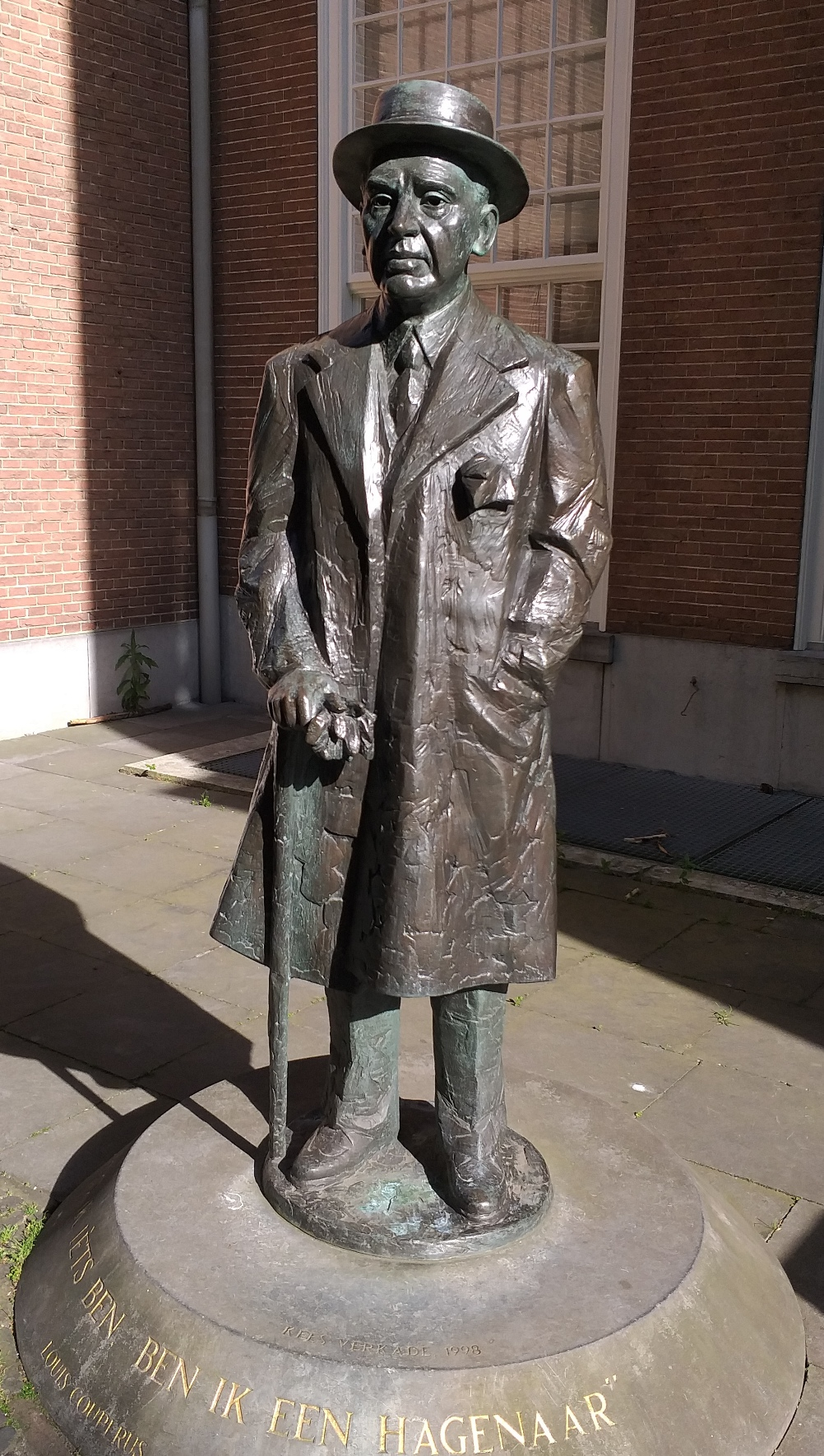
Louis Couperus
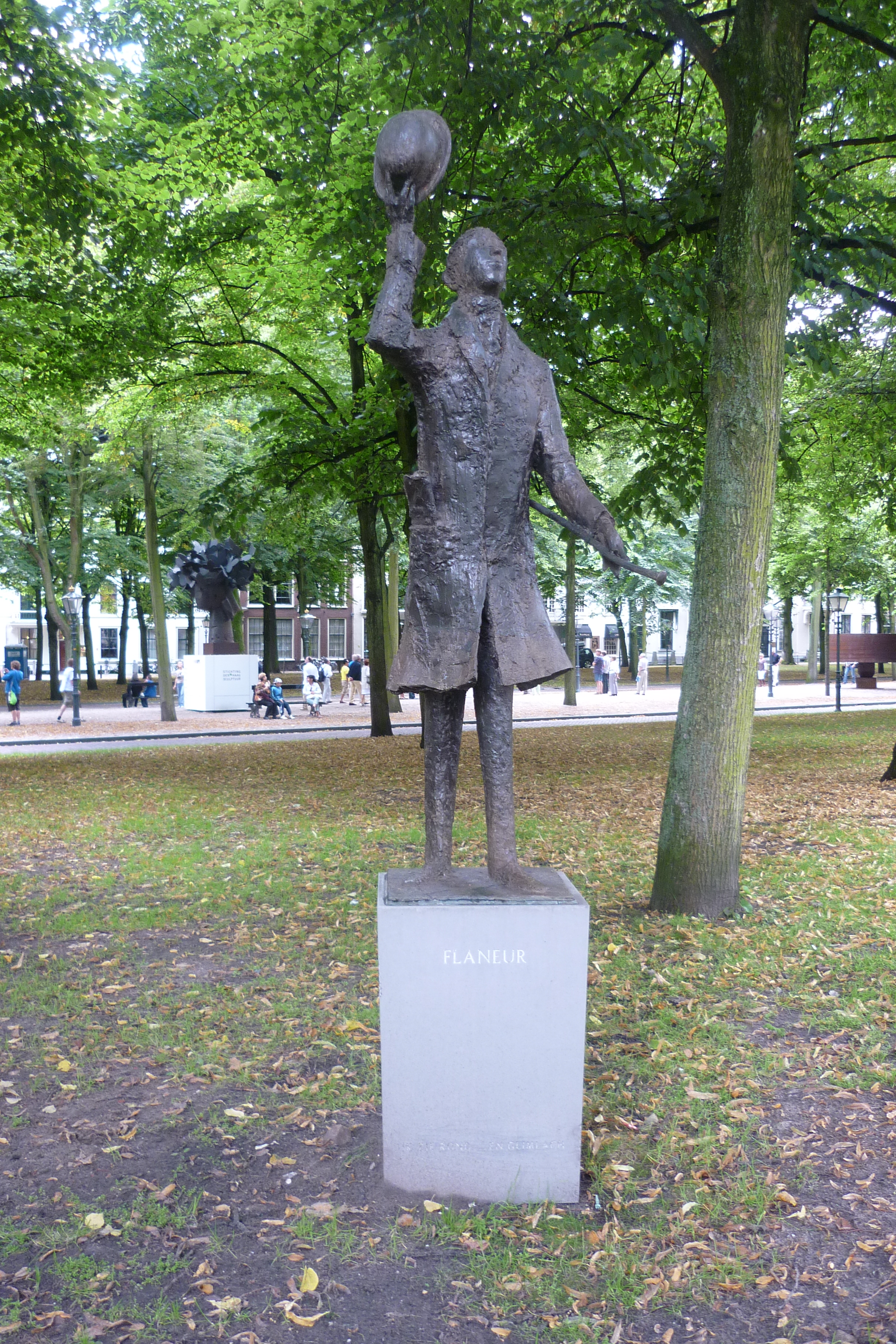
Flaneur